# 2002 GC32
2002 GC32, também escrito como 2002 GC32, é um objeto transnetuniano que está localizado no Cinturão de Kuiper, uma região do Sistema Solar. Este objeto é classificado como um cubewano. Ele possui uma magnitude absoluta de 7,3 e tem um diâmetro estimado com cerca de 153 km.

## Descoberta
2002 GC32 foi descoberto no dia 6 de abril de 2002 pelo astrônomo Marc W. Buie.

## Órbita
A órbita de 2002 GC32 tem uma excentricidade de 0,050 e possui um semieixo maior de 43,473 UA. O seu periélio leva o mesmo a uma distância de 41,321 UA em relação ao Sol e seu afélio a 45,625 UA.